# Stulatek

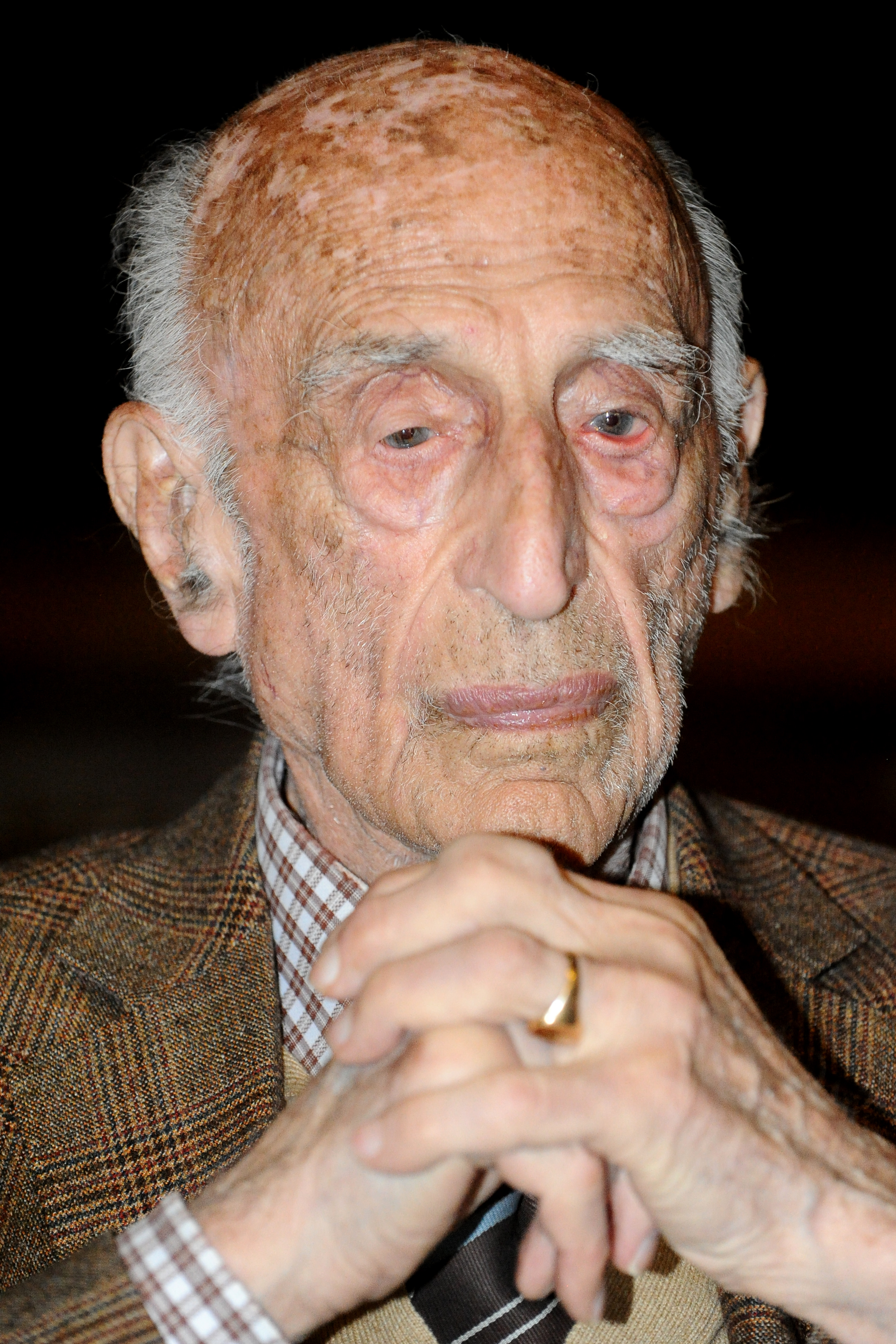
Gillo Dorfles, włoski krytyk sztuki, malarz i filozof w wieku 103 lat

Stulatek – osoba, która osiągnęła wiek 100 lat. Znacznie rzadziej zdarzają się przypadki superstulatków, czyli osób, które dożyły 110 lat. Szacuje się, że do tego wieku dożywa 1 na 1000 stulatków. Najstarszym człowiekiem w historii, którego wiek został dostatecznie udokumentowany, była Jeanne Calment, w chwili śmierci mająca 122 lata i 164 dni.

## Obecna liczba stulatków na świecie
Szacuje się, że na świecie żyje ok. 455 tys. stulatków, a do 2050 roku ich liczba może przekroczyć nawet milion.
Obecnie krajem z największą liczbą osób, które przekroczyły 100 rok życia, są Stany Zjednoczone, gdzie żyje 53 364 stulatków (dane z 2010 roku). Wysoka statystyka jest głównie wynikiem dużej populacji tego kraju.
Na drugim miejscu pod względem liczby stulatków znajduje się Japonia, gdzie mieszka 51 376 osób, które osiągnęły sto lat (dane z 2012). W Japonii rozpoczęto badania stulatków w 1963, gdy żyły tam jedynie 153 osoby powyżej tego wieku. Do 1998 liczba stulatków w Japonii wzrosła do ponad 10 tysięcy. W 2003 było ich już 20 tysięcy, a w 2009 – 40 tysięcy. Uważa się, że do 2050 liczba stulatków może wzrosnąć w Japonii do 272 tysięcy.
W Polsce w 2018 (dane z 10 lipca) żyło 4388 osób, które ukończyły sto lat życia; wśród nich było 3345 kobiet i 1043 mężczyzn.

## Pierwsi udokumentowani stulatkowie
- Pierwszą osobą która dożyła 100 lat (rok 1782), a jej wiek został udokumentowany, był osiadły w Danii Norweg Eilif Philipsen, urodzony 21 lipca 1682 i zmarły 20 czerwca 1785, w wieku 102 lat i 334 dni. Był również pierwszą znaną osobą, która dożyła 101 i 102 lat.
- Anglik Ferdinand Ashmall, ur. 9 stycznia 1695 i zm. 5 lutego 1798, jako pierwszy dożył 103 lat.
- Włoch Lorenzo Malori, ur. 27 sierpnia 1724 i zm. 16 marca 1830, jako pierwszy osiągnął wiek 104 i 105 lat.
- Marie-Louise Plante z Nowej Francji, ur. 10 marca 1725 i zm. 14 czerwca 1832, jako pierwsza dożyła 106 i 107 lat.
- Belg Pierre Darcourt, ur. 23 stycznia 1729 i zm. 11 maja 1837, jako pierwszy osiągnął wiek 108 lat.
- Marie-Rosalie Lizotte, ur. 25 grudnia 1738 i zm. 5 marca 1847, pochodząca (podobnie jak Marie-Louise Plante) z Nowej Francji zmarła w wieku 108 lat i 70 dni, nie pobiwszy ówczesnego rekordu długowieczności Pierre’a Darcourta, jednak zapisała się w historii jako pierwsza kobieta, która dożyła 108 lat. Ponad wszelką wątpliwość udało się to dopiero w 1892 Belgijce Anne D’Evergroote, ur. 18 października 1783 i zm. 14 marca 1892, która dożyła 108 lat i 148 dni.
- Holender Geert Adriaans Boomgaard, ur. 21 września 1788 i zm. 3 lutego 1899, jako pierwszy osiągnął ponad wszelką wątpliwość wiek 110 lat (i 135 dni)[3].